# San Isidro (Los Reyes)
San Isidro es una localidad del estado mexicano de Michoacán. Es parte del municipio de Los Reyes.

## Toponimia
El nombre «San Isidro» hace referencia al santo patrono de la localidad: Isidro Labrador.

## Demografía
| Gráfica de evolución demográfica |
|                                  |

| Censo | Población |
| ----- | --------- |
| 1960  | 360       |
| 1970  | 666       |
| 1980  | 762       |
| 1990  | 1079      |
| 2000  | 1462      |
| 2010  | 1513      |
| 2020  | 1763      |